# Lélia Gonzalez
Lélia González (Belo Horizonte, 1 de febrero de 1935 - Río de Janeiro, 10 de julio de 1994) fue una intelectual, política, profesora y antropóloga brasileña.

## Biografía
Hija de un empleado del ferrocarril y una trabajadora del hogar indígena, fue la penúltima de 18 hermanos, entre ellos el futbolista Jaime de Almeida (Río de Janeiro, 1953-), que jugó para el club Flamengo. Nacida en Belo Horizonte, en 1942 se trasladó a Río de Janeiro.
Se licenció en Historia y Filosofía, y trabajó como profesora en escuelas públicas. Hizo su maestría en comunicación social y un doctorado en antropología política. A continuación, comenzó a dedicarse a la investigación sobre las relaciones entre género y etnia. Trabajó como profesora de Cultura Brasileña en la Pontificia Universidad Católica de Río de Janeiro, donde dirigió el departamento de Sociología y Política.
Como profesora de escuela secundaria en el Colegio de Aplicación Fernando Rodrigues da Silveira (UEG, actual UERJ) durante la dictadura de los años sesenta, hizo de sus clases de Filosofía un espacio de resistencia y crítica sociopolítica, que marcó definitivamente el pensamiento y la acción de sus alumnos.
Fue una de las fundadoras del Movimiento Negro Unificado (MNU), el Instituto de Investigación de las Culturas Negras (IPCN), el Colectivo de Mujeres Negras N'Zinga y el grupo Olodum. Su militancia en defensa de las negras la llevó hasta el Consejo Nacional de Derechos de la Mujer (CNDM), donde trabajó entre 1985 y 1989. Fue candidata a diputada federal por el PT (Partido de los Trabajadores), siendo elegida como primera suplente. En las siguientes elecciones, de 1986, se postuló como diputada estadual por el PDT (Partido Democrático Laborista), siendo elegida como suplente.
Sus escritos, permeados simultáneamente por los escenarios de la dictadura política y el surgimiento de nuevos movimientos sociales, son reveladores de las múltiples inserciones e identifican su constante preocupación en articular las luchas más amplias de la sociedad con las demandas de las mujeres negras. En este sentido Lélia se autodenominaba feminista y se erige como representante del denominado feminismo negro. La antropóloga afrodescendiente fue de las primeras en la región en hablar de la intersección entre las categorías raza, género y clase social en la vida de las mujeres negras mediante su concepto de amerifricanidad. Este concepto invita a repensar las interrelaciones entre “raza” y la cultura latinoamericana como un proceso sociohistórico de resistencia y reinterpretación de los modelos culturales incorporando el modelo africano, y de esta forma se constituye la identidad interseccional de una mujer negra afrodescendiente en América Latina.

## Legado
Entre otros homenajes, Lelia González dio su nombre a una escuela pública estatal en el barrio de Ramos (en Río de Janeiro), de un centro de referencia de la cultura negra en Goiania, y de una cooperativa cultural en Aracayú. Fue citado por el bloque afro Ilê Aiyê en dos ediciones del Carnaval de Bahía: en 1997, como parte del grupo de samba Pérolas Negras do Saber (‘perlas negras del saber’), y en 1998, con Candaces.
El dramaturgo Márcio Meirelles escribió y dirigió en 2003 la obra de teatro Candaces: la reconstrucción del fuego, basada en los trabajos de Lelia González.
En 2010, el gobierno del estado de Bahía creó el premio Lelia González, para estimular las políticas públicas dirigidas hacia las mujeres en los municipios bahianos.

## Obras principales

### Libros
- González, Lelia: Festas populares no Brasil. Río de Janeiro: Índex, 1987.
- González, Lelia, y Carlos Hasenbalg: Lugar de negro (pág. 9-66). Río de Janeiro: Marco Zero (tercer tomo de la Colección Dois Pontos), 1982. 115 páginas.
- (libro póstumo) Por un feminismo afrolatinoamericano. Mandacaru, 2023 (primera edición en portugués: 2020).[10]

### Ensayos y artículos
- «Mulher negra, essa quilombola», en el diario Folha de São Paulo. Domingo 22 de noviembre de 1981.
- «A mulher negra na sociedade brasileira», en el libro: Madel Luz (organizadora): O lugar da mulher; estudos sobre a condição feminina na sociedade atual (págs. 87-106). Río de Janeiro: Graal (colección Tendencias, 1), 1982. 146 páginas.
- «Racismo e sexismo na cultura brasileira», en el libro: SILVA, Luiz Antônio Machado et alii. Movimentos sociais urbanos, minorías étnicas e outros estudos. Brasília: ANPOCS (Ciências Sociais Hoje, 2), 1983. 303p. págs. 223-244.
- «O terror nosso de cada dia», en la revista Raça e Classe, 2: pág. 8, agosto y septiembre de 1987.
- «A categoría político-cultural de amefricanidade», en Tempo Brasileiro, n.º 92 y 93: págs. 69-82. Río de Janeiro, enero a junio de 1988.
- «As amefricanas do Brasil e sua militância», en la revista Maioria Falante, n.º 7: pág. 5, mayo-junio de 1988.
- «Nanny», en la revista Humanidades, n.º 17: págs. 23-25. Brasília, 1988.
- «Por um feminismo afrolatinoamericano», en la revista Isis Internacional, n.º 8; octubre de 1988.
- «A importância da organização da mulher negra no processo de transformação social», en la revista Raça e Classe, n.º 5: pág. 2; noviembre-diciembre de 1988.
- «Uma viagem à Martinica - I», MNU Jornal, n.º 20: pág. 5; octubre-noviembre.[11]
- Gonzalez, L. ([1988], 2015). La catégorie politico-culturelle d’amefricanité.  Les cahiers du Centre d’enseignement, d’études et de recherches pour les études féministes, (20).